# Còdex Arundel

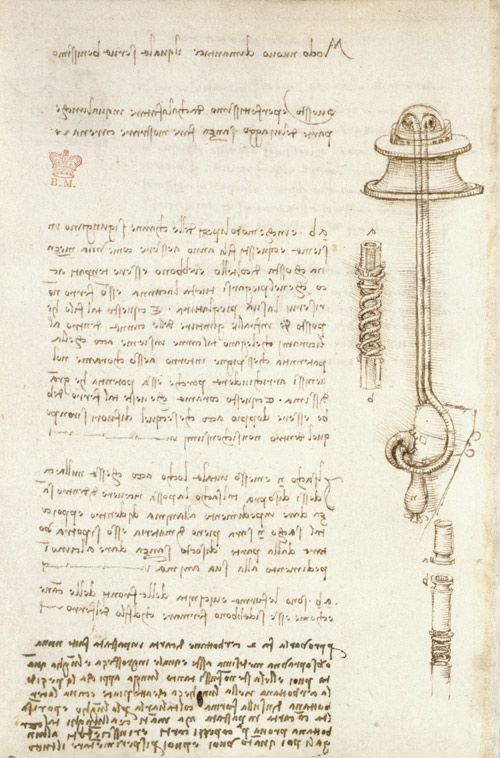
Fol 24v del Còdex Arundel: estudi d'un aparell de respiració submarina per a submarinistes

El Còdex Arundel, (Biblioteca Britànica, Arundel, 263) és una col·lecció enquadernada de pàgines de notes escrites per Leonardo da Vinci i que daten majoritàriament entre 1480 i 1518. El còdex conté una sèrie de tractats sobre una varietat de temes, incloent mecànica i geometria. El nom del còdex prové del comte d'Arundel, que el va adquirir a Espanya a la dècada de 1630. Forma part de la British Library Arundel Manuscripts .

## Descripció
El manuscrit conté 283 fulles de paper de diferents mides, la majoria d'elles aproximadament 22 cm x 16 cm. Només algunes de les fulles estan en blanc. Dos folis, el 100 i el 101, es van numerar incorrectament dues vegades. El còdex és una col·lecció de manuscrits de Leonardo originaris de cada període de la seva vida laboral, un període de 40 anys. anys del 1478 al 1518. Conté breus tractats, notes i dibuixos sobre una varietat de temes, des de la mecànica fins al vol dels ocells. Del text de Leonardo, sembla que va reunir les pàgines, amb la intenció d'ordenar-les i possiblement publicar-les. Leonardo utilitzava habitualment un sol full de paper per a cada tema, de manera que cada foli es presentava com un petit tractat cohesionat sobre un aspecte del tema, repartit al revers i al davant d'una sèrie de pàgines. Aquesta disposició s'ha perdut pels enquadernadors de llibres posteriors que han tallat els fulls en pàgines i els han col·locat uns sobre els altres, separant així molts temes en diverses seccions i donant lloc a una disposició que sembla aleatòria.
És similar al Còdex Leicester o al Codex Urbinas, que també són una recopilació de notes, diagrames i esbossos. El CòdexArundel és reconegut com el segon en importància després del Còdex Atlanticus.

## Història
El conjunt de l'obra va ser escrit a Itàlia a finals del segle xv i principis del segle XVI. La majoria de les pàgines es poden datar entre 1480 i 1518.
El manuscrit va ser comprat a principis del segle XVII per Thomas Howard, segon comte d'Arundel (1585–1646), col·leccionista d'art i polític. El seu net, Henry Howard, sisè duc de Norfolk (1628–1684), el va presentar a la recentment fundada Royal Society el 1667. El manuscrit va ser catalogat per primera vegada l'any 1681 per William Perry, un bibliotecari, com a quadern científic i matemàtic.
Va ser comprat pel Museu Britànic a la Royal Society juntament amb altres 549 manuscrits d'Arundel (la meitat de la col·lecció d'Arundel) el 1831. Va ser catalogat pel Museu Britànic l'any 1834. Va romandre a la Biblioteca Britànica com a MS Arundel 263 quan la biblioteca es va separar del Museu Britànic el 1973.
El facsímil més recent es va publicar l'any 1998. El 30 de gener de 2007, el manuscrit va passar a formar part del projecte " Turing the Pages " de la British Library, quan va ser digitalitzat juntament amb el Còdex Leicester, i va estar disponible en el format 2.0. Aquests dos manuscrits de quaderns de Leonardo es van reunir en línia.